# Aeroportul Charata
Aeroportul Charata (IATA: CNT) este un aeroport din Provincia Chaco, Argentina.
Situat la o altitudine de 99 m, aeroportul dispune de o singură pistă.